# Blanche Stuart Scott
Blanche Stuart Scott (8 de abril de 1884 - 12 de enero de 1970), también conocida como Betty Scott, fue posiblemente la primera mujer aviadora estadounidense.

## Biografía
Blanche Stuart Scott nació el 8 de abril de 1884 en Rochester, Nueva York, de Belle y John Scott (1838-1903). Su padre era un exitoso hombre de negocios que fabricaba y vendía medicamentos patentados. Este se convirtió en uno de los primeros entusiastas del automóvil. Su padre compró uno y ella condujo por la ciudad antes de que hubiera restricciones de edad mínima para conducir. En 1900, la familia, aún en Rochester, vivía en 116 Weld Avenue. La familia de Scott la consideró una marimacho y la envió a una escuela para señoritas. 

### Aventura del automóvil
En 1910, Scott se convirtió en la segunda mujer, después de Alice Huyler Ramsey, en conducir un automóvil a través de los Estados Unidos y la primera en conducir hacia el oeste del país desde Nueva York a San Francisco. El viaje fue patrocinado por Willys-Overland Company y el auto se llamó "Lady Overland". Scott y su pasajera, una reportera llamada Gertrude Buffington Phillips, salieron de Nueva York el 16 de mayo de 1910 y llegaron a San Francisco el 23 de julio de 1910. El New York Times escribió el 17 de mayo de 1910:

Miss Scott, with Miss Phillips as only companion, starts on long trip with the object of demonstrating the possibility of a woman driving a motor car across the country and making all the necessary repairs en route. Miss Blanche Stuart Scott yesterday started in an Overland automobile on a transcontinental journey which will end in San Francisco.
La señorita Scott, con la señorita Phillips como única acompañante, comienza un largo viaje con el objetivo de demostrar la posibilidad de que una mujer conduzca un automóvil en todo el país y realice todas las reparaciones necesarias en el camino. Miss Blanche Stuart Scott comenzó ayer en un automóvil Overland en un viaje transcontinental que terminará en San Francisco.

### Logros en la aviación

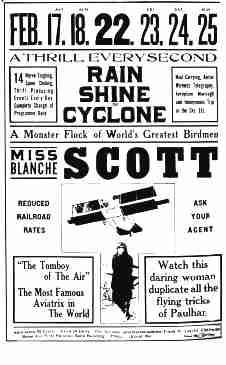
Cartel para una exhibición aérea en Oakland, California

La publicidad en torno al viaje en automóvil llamó la atención de y Glenn Curtiss, quienes acordaron brindarle lecciones de vuelo en Hammondsport, Nueva York . Fue la única mujer que recibió instrucciones directamente de Curtiss. Instaló un limitador en el acelerador del avión de Scott para evitar que ganara suficiente velocidad como para volar, mientras ella practicaba el rodaje por su cuenta. El 6 de septiembre, el limitador se movió o una ráfaga de viento levantó el biplano y ella voló a una altura de cuarenta pies antes de ejecutar un aterrizaje suave. Su vuelo fue corto y posiblemente no intencional, pero Scott es reconocida por la Early Birds of Aviation como la primera mujer en pilotar y volar sola en un avión en los Estados Unidos, aunque el vuelo de Bessica Medlar Raiche el 16 de septiembre fue acreditado como el primero por la Federación Aeronáutica Internacional en su momento. 
Posteriormente se convirtió en piloto profesional. El 24 de octubre de 1910, hizo su debut como miembro del equipo de exhibición de Curtiss en una reunión aérea en Fort Wayne, Indiana . Fue la primera mujer en volar en un evento público en Estados Unidos. Su exhibición de vuelo le valió el apodo de "Tomboy of the Air". Se convirtió en una consumada piloto de acrobacias conocida por volar al revés y realizar "inmersiones mortales", realizar vuelos a una altitud de 4000 pies y de repente maniobrar a solo 200 pies del suelo. En 1911 se convirtió en la primera mujer en Estados Unidos en volar largas distancias, cuando voló 60 millas sin parar desde Mineola, Nueva York. En 1912 Scott fue contratada por Glenn Martin y se convirtió en la primera mujer piloto de pruebas cuando voló con los prototipos de Martin antes de que se hicieran los planos finales para el avión. En 1913 se unió al equipo de exhibición de Ward. Se retiró de volar en 1916 porque le molestaba el interés del público en los accidentes aéreos y una industria de la aviación que no permitía a las mujeres convertirse en mecánicas o ingenieros.

### Escritura de guiones y obras de museo
En la década de 1930, Scott trabajó como guionista para RKO, Universal Studios y Warner Bros. en California. También escribió, produjo y actuó en programas de radio transmitidos en California y Rochester. El 6 de septiembre de 1948, Scott se convirtió en la primera mujer estadounidense en volar como pasajera en un TF-80C pilotado por Chuck Yeager. Conociendo la historia de Scott como piloto de acrobacias, Yeager la invitó a algunos a realizar algunas acrobacias y una inmersión de 14,000 pies. En 1954 Scott comenzó a trabajar para el Museo de la Fuerza Aérea de Estados Unidos, ayudando a adquirir los primeros materiales de aviación. 

### Muerte y legado
Scott murió el lunes 12 de enero de 1970 en el Hospital Genesee en Rochester, a los 84 años. Fue incinerada en el cementerio Mount Hope. Su tumba está en el cementerio Riverside de Rochester.
El 30 de diciembre de 1980, el Servicio Postal de los Estados Unidos emitió un sello de correo aéreo en conmemoración de los logros de Scott en la aviación. En 2005, Scott fue incluida en el National Women's Hall of Fame.